# Немонтеми

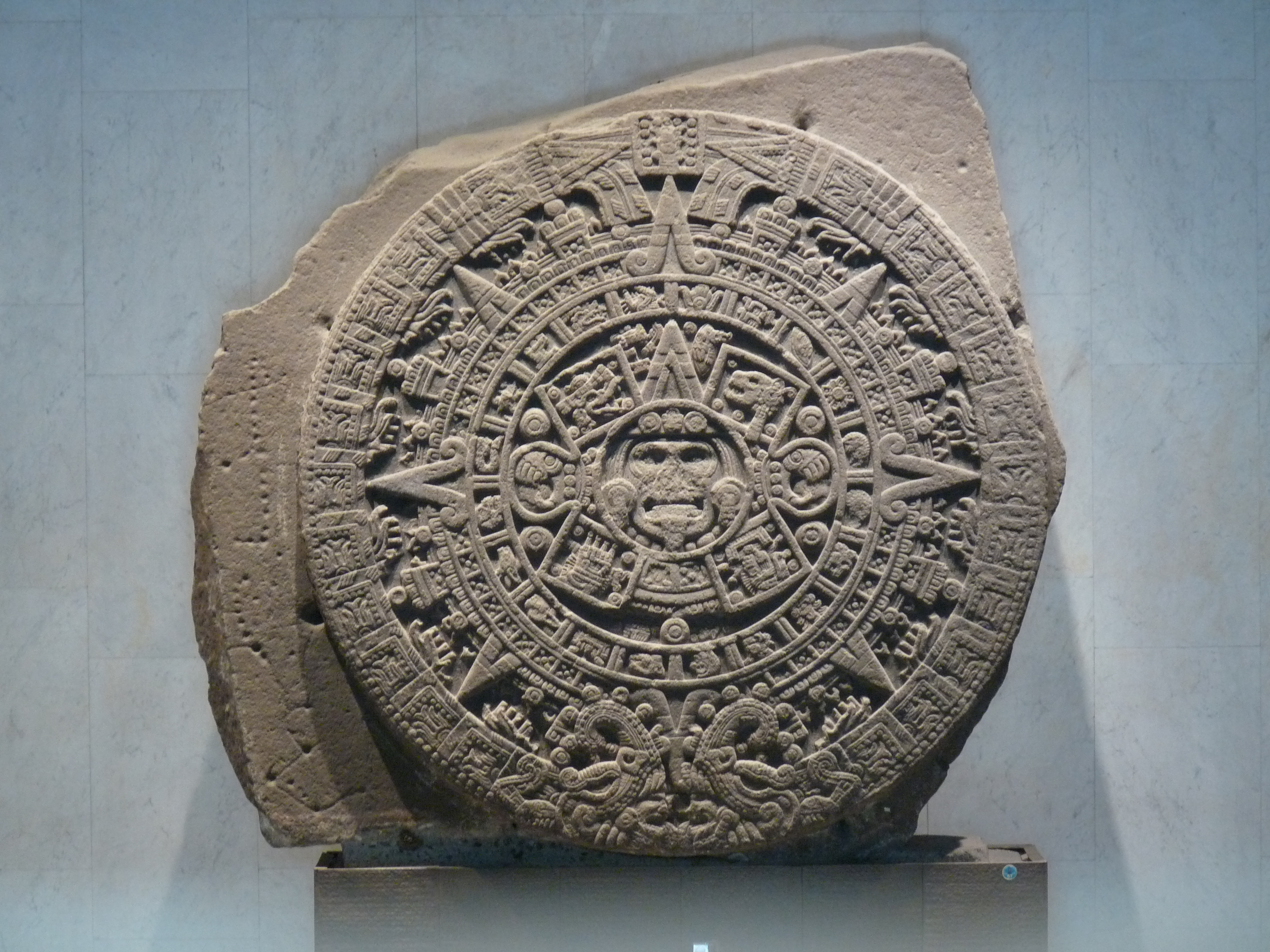
Монолит Камня Солнца, также называемый Календарём ацтеков (Национальный музей антропологии и истории, Мехико)

Немонтеми (аст. Nēmontēmi, в переводе: «Пустые дни») — период из пяти дополнительных дней в конце года ацтекского календаря шиупоуалли, длившийся примерно с 8 по 12 февраля.

## Этимология
Дословно nēmontēmi в переводе с науатля означает «заполняют напрасно». Испанские лексикографы переводят название месяца как los dias baldios, «прожитые впустую дни». Интерпретация заключается в том, что ацтеки считали эти дни несчастливыми, и в период Немонтеми по возможности избегали большинства занятий (включая даже приготовление пищи); однако это толкование оспаривается. Часть исследователей считает, что ацтеки использовали 5-дневный период для поста и размышлений о прошедшем годе.

## Календарь
Календарь ацтеков состоял из двух циклов: шиупоуалли (аст. xiuhpohualli, что значит «счёт лет», соответствует хаабу у майя) и ритуального 260-дневного тональпоуалли (аст. tonalpohualli, что значит «счёт дней» или «счёт судеб», соответствует цолькину у майя). Шиупоуалли и тональпоуалли совпадали каждые 52 года, образуя так называемый «век», называвшийся «Новым Огнём». Ацтеки верили, что в конце каждого такого 52-летнего цикла миру угрожает опасность быть уничтоженным, поэтому начало нового ознаменовывалось особыми торжествами. Сто «веков», в свою очередь, составляли 5200-летнюю эру, называвшуюся «Солнцем».
365-дневный шиупоуалли состоял из 18 двадцатидневных «месяцев» (или veintenas) плюс дополнительные 5 дней в конце года. Таким образом, на Немонтеми приходилось 5 полных дней в почти 365¼-дневном тропическом году (фактически 365,2422). Не было «високосных дней» или «високосных лет» как таковых, поэтому в течение 52 календарных лет по 365 дней в каждом году в календаре накапливался дефицит в 13 дней, который юлианский календарь, например, компенсирует добавлением високосного дня раз в четыре года.
Согласно K.C. Tunnicliffe (1979), ацтеки справились с оставшимся расхождением в долях дня с естественной продолжительностью тропического года, добавляя трецену (13 дней) после каждой связки из 52-х лет. 13 дней не считались несчастливыми, но они не были обозначены числами и комбинациями символов, используемыми для остальной части ацтекского календаря.

## Ритуалы
Немонтеми были временем смерти года. В эти дни год буквально считался мёртвым, и ацтеки боялись, что год может больше не вернуться к жизни. Это время считалось несчастливым и опасным. Люди оставались возле своих домов, конфликтов любого рода категорически избегали, и разговоры велись шепотом. Немонтеми — время для размышлений и поста, а не для взаимодействия с другими. В Теночтитлане не горели костры и не готовили пищу. Единственной разрешённой едой были лепёшки, приготовленные заранее, и их ели только один раз в день. Все должны были воздерживаться от секса. Считалось, что нарушение этих правил привлечёт внимание злых духов и, таким образом, принесёт несчастье тому, кто их нарушил.